# Chiesa di San Martino (Portomaggiore)
La chiesa di San Martino è la parrocchiale patronale di Maiero, frazione del comune italiano di Portomaggiore in provincia di Ferrara. Appartiene al vicariato di Argenta - Portomaggiore nell'arcidiocesi di Ravenna-Cervia. La parrocchia venne fondata nel XII secolo e parte del luogo di culto che ci è pervenuto risale al XX secolo. 

## Storia
Il primo luogo di culto a Maderio, la pieve con dedicazione a San Martino, venne citato in un documento su pergamena conservato nell'archivio storico arcivescovile ravennate risalente al 1142, firmato dall'arcivescovo Gualterio. Quasi un secolo più tardi, nel 1229, papa Gregorio IX citò la chiesa plebana di Maderio (plebem Maderii) sia come rientrante nella diocesi di Ravenna sia come avente pari dignità alla vicina pieve di Portomaggiore. A partire dal XIV secolo varie fonti su documenti storici confermano che la chiesa oltre ad essere sede di una parrocchia aveva anche il titolo di arcipretura. Durante le ultime fasi della seconda guerra mondiale, 19 aprile 1945, la chiesa venne quasi completamente distrutta e si salvò solo il campanile e fu necessaria una completa ricostruzione del tempio, con la sola eccezione della torre campanaria. Per un periodo molto lungo, dal 1958 al 2001, al parroco della chiesa di Maiero furono affidate le cure anche della chiesa di Sandolo.

## Descrizione

### Esterni
La chiesa si trova a Maiero, frazione posta a nord est di Portomaggiore in provincia di Ferrara. Il luogo di culto mostra orientamento tradizionale verso est e il complesso è formato, oltre che dalla chiesa e dalla canonica, ricostruite dopo la seconda guerra mondiale, dalla torre campanaria storica. La facciata a salienti di forma basilicale è caratterizzata dal grande portale di accesso sormontato in asse dal grande rosone che porta luce alla sala affiancato da due ingressi minori laterali ognuno sormontato da un oculo. La torre campanaria si alza isolata e in posizione avanzata sulla sinistra. La sua cella si apre con quattro coppie di finestre altre e strette con arco a tutto sesto.